# 안드레 모리츠
안드레 프란시스코 모리츠(포르투갈어: André Francisco Moritz, 1986년 8월 6일 ~ )는 독일계이자 이탈리아계인 브라질-이탈리아 이중 국적의 축구 선수이다. 2015년 K리그 클래식의 포항 스틸러스에서 뛴 바 있다.